# Pulsatilla chinensis
Anemone chinensis là một loài thực vật có hoa trong họ Mao lương. Loài này được (Bunge) Regel miêu tả khoa học đầu tiên năm 1861.